# Pedro María de Anaya
Pedro María de Anaya y de Álvarez (San Mateo de Huichapan, Hidalgo, 20 de maio de 1794 – Azcapotzalco, 21 de março de 1854) foi um político e militar mexicano. Desempenhou um papel importante durante a guerra Mexicano-Americana em 1847 e 1848, período em que ocupou por duas vezes a presidência do México.

## Biografia
Iniciou a sua carreira militar no exército real em 1810 tendo-se juntado ao movimento independentista em 1821 após a proclamação do plano de Iguala.
Após a vitória do exército dos Estados Unidos na batalha de Padierna, as forças mexicanas foram atacadas próximo do convento de Santa María de Churubusco, confronto que ficou conhecido como a batalha de Churubusco. As tropas mexicanas sob o comando de Pedro Anaya combateram bravamente, sendo no entanto derrotadas. Quando no final da batalha o comandante das tropas dos Estados Unidos, o general Twiggs, solicitou que fossem entregues pelos mexicanos as suas munições restantes, Anaya terá respondido: se ainda tivesse munições, você não estaria aqui. Foi feito prisioneiro pelo exército dos Estados Unidos.
Exerceu o seu primeiro mandato presidencial como substituto de Antonio López de Santa Anna, durante cerca de dois meses em 1847. Após a sua libertação no final da invasão americana voltaria a ocupar interinamente a presidência por alguns meses. Durante a presidência de Mariano Arista foi ministro da guerra e da marinha. Mais tarde seria nomeado director dos correios mexicanos, cargo que desempenhou até à sua morte por pneumonia.